# Liste der denkmalgeschützten Objekte in Nezdice na Šumavě
Grundlage dieser Liste der denkmalgeschützten Objekte in Nezdice na Šumavě ist die ÚSKP-Liste (Ústřední seznam kulturních památek České republiky, deutsch Zentrale Liste der Kulturdenkmäler der Tschechischen Republik), die von der tschechischen Denkmalschutzbehörde NPÚ (Národní památkový ústav, deutsch Nationale Denkmalbehörde) seit 1987 geführt wird und an die seit dem Jahr 1850 geschaffenen Listen anschließt.

## Denkmalgeschützte Objekte nach Ortsteilen

### Nezdice na Šumavě
| Lage                                                   | Objekt      | Beschreibung | ÚSKP-Nr.                  | Bild        |
| ------------------------------------------------------ | ----------- | --- | ------------------------- | ----------- |
| Nezdice na Šumavě, Nezdice na Šumavě 1 (Standort)      | Rychta      | Ein wichtiges Beispiel für ein Getreidespeicherhaus im Renaissancestil aus der Zeit um 16/17. Jahrhundert mit erhaltenem Grundriss des Wohnbereichs. Auf dem Getreidespeicher des Hauses ist ein Renaissance-Sgraffito erhalten. Das äußere Erscheinungsbild klassizistisches Wohnhauses aus der 1. Hälfte des 19. Jahrhunderts. | 44212/4-4762 Info Katalog | Rychta      |
| Nezdice na Šumavě, Nezdice na Šumavě če. 14 (Standort) | Haus Nr. 14 | Kleines Häuschen auf einer hohen steinernen Stützmauer, der zentrale Eingangsteil ist aus Backstein. Fachwerkhaus vom Typ Böhmerwald aus der ersten Hälfte des 19. Jahrhunderts. | 29005/4-3176 Info Katalog | Haus Nr. 14 |